# 浄水
浄水（じょうすい）は、一般に飲用に適した清浄な水を指す。また、原水に適切な処理操作を加える清浄化行為も浄水と言う。工業分野では用途に適した水質化する事を指して浄水と呼び、必ずしも飲用可能な水質であるとは限らない。

## 処理としての浄水
上水道などにおける処理としての浄水とは、水道法および水質基準に関する省令に定められた水質基準を満たす為に、原水に対して必要な処理操作を加える行為を指す。処理内容は得られる原水の水質によって異なる。工場や農地などを抱える地域においては複雑で高度な処理技術が必要とされ、懸濁物に対する分離処理や溶存成分に対する処理、細菌やウイルスの殺菌処理などが目的に応じて組み合わされて実施される。逆に地下水などの良質な水源を確保できる場合には塩素による殺菌や硬度の調整などの単純な処理のみで給水される。

## 2つの濾過方式
代表的な濾過処理として、緩速濾過と急速濾過の2つの方式がある。

### 緩速濾過方式
日本では水質汚染の程度が軽微な場合に選択される濾過方式で、沈殿池による粗懸濁物の沈殿処理、厚さ70cmの砂を敷き詰めた濾過池における微生物群集の浄化作用を利用した天然の清水ができる工程に近い浄水処理である。
付帯設備をほとんど必要としないため、浄水場全体の所要面積では急速濾過方式の場合と大差がない。浄水場全体の平均耐用年数は、急速濾過方式の浄水場は付帯設備（機械、電気設備）等、耐用年数の短い設備を必要とするため短いが、緩速濾過方式の浄水場は主要施設が土木、建築構造物であるため平均耐用年数は長い。実績では100年を超える施設もある。

### 急速濾過方式
日本においては上水道のおよそ7割が選択している濾過方式で、凝集剤の添加により粘土コロイドなどを凝集し、浄水する方法で、緩速濾過方式に比べて浄水処理速度や、所要施設面積が格段に縮小できる利点がある。